# Triaspis lateriflora
Triaspis lateriflora es una especie de plantas con flores perteneciente a la familia Malpighiaceae. Es originaria de África en Angola, Mozambique y República Centroafricana.

## Descripción
Es una enredadera leñosa que alcanza  hasta los 6 m o más de longitud; los tallos son cilíndricos, lenticelados. Las hoja son  elíptico-lanceoladas a oblongas u oblongo-elípticas,   abruptamente apiculado o acuminadoa, ampliamente cuneadas, redondeadas o subcordadas en la base. Las inflorescencias con pocas flores de 1-1,5 cm  de diámetro, blanquecinas o amarillentas; con pedicelos delgados de hasta 20 mm de largo. El fruto en samara de 2,4 2,7 cm de diámetro.

## Sinonimia
- Triaspis angolensis Nied. (1915)